# گلس آنین: یک چاقوکشی اسرارآمیز
گلس آنین: یک چاقوکشی اسرارآمیز (انگلیسی: Glass Onion: A Knives Out Mystery) یک فیلم آمریکایی در ژانر معمایی به نویسندگی، تهیه‌کنندگی و کارگردانی ریان جانسن است که در سال ۲۰۲۲ منتشر شد. این فیلم دنبالهٔ چاقوکشی (۲۰۱۹) است و دنیل کریگ بار دیگر در نقش کارآگاه خصوصی یعنی بنویت بلانک ظاهر شده که با یک پروندهٔ قتل پیچیده در یونان مواجه می‌شود. در این فیلم دیگر گروه بازیگران متشکل از ادوارد نورتون، جنل مونی، کاترین هان، لسلی اودم جونیور، جسیکا هنویک، مدلین کلاین، کیت هادسن، و دیو باتیستا حضور دارند.
جانسن پیش از اکران فیلم نخست، ایدهٔ ساخت چندین فیلم با حضور شخصیت بنوا بلانک را در نظر گرفته بود. در سال ۲۰۲۰، ساخت دنباله‌ای به‌وسیلهٔ توزیع‌کننده اصلی آن، لاینزگیت، اعلام شد، اما در مارس ۲۰۲۱، نتفلیکس حق انتشار دو دنبالهٔ چاقوکشی را به قیمت ۴۶۹ میلیون دلار خریداری کرد. گروه بازیگران در مهٔ همان سال قرارداد بستند. فیلم‌برداری در ژوئن و ژوئیهٔ ۲۰۲۱ در جزیره اسپتسز یونان به طول انجامید و تا سپتامبر در مکان‌های دیگر ادامه یافت.
به‌دنبال افتتاحیهٔ جهانی گلس آنین در جشنواره بین‌المللی فیلم تورنتو در ۱۰ سپتامبر ۲۰۲۲، این فیلم اکران محدود یک هفته‌ای خود را در ۲۳ نوامبر ۲۰۲۲ آغاز کرد که گسترده‌ترین اکران سینمایی نتفلیکس بود. نتفلیکس پخش استریمینگ آن را از ۲۳ دسامبر آغاز کرد. گلس آنین مورد تحسین منتقدان قرار گرفت و از فیلم‌نامه، کارگردانی، اجراها و موسیقی آن تمجید شد. این فیلم از سوی هیئت ملی بازبینی فیلم به عنوان یکی از بهترین فیلم‌های ۲۰۲۲ انتخاب شد و در نود و پنجمین دوره جوایز اسکار نامزد دریافت جایزه اسکار بهترین فیلم‌نامه اقتباسی گردید. فیلم سوم با نام بیدار شو مرد مرده قرار است در ۲۰۲۵ منتشر شود.

## داستان
در طول دنیاگیری کووید-۱۹ در مهٔ ۲۰۲۰، مایلز بران، یک میلیاردر و از بنیانگذاران شرکت فناوری «آلفا»، تصمیم می‌گیرد تا در طول آخر هفته یک بازی رازآلود قتل را در عمارت خود، گلس آنین (پیاز شیشه‌ای)، در جزیره خصوصی خود در یونان میزبانی کند. او پنج دوست را دعوت می‌کند: لیونل توسن یک دانشمند ارشد آلفا، کلر دبلا فرماندار کنتیکت، بردی جی یک طراح مد، دوک کودی یک استریمر و فعال حقوق مردان، و یکی از بنیانگذاران و مدیر عامل برکنار شدهٔ آلفا به‌نام کاساندرا «اندی» برند. کارآگاه بنوا بلانک نیز دعوتنامه‌ای دارد و به همراه پگ دستیار بردی و ویسکی دوست‌دختر دوک به گروه می‌پیوندد.
مایلز به محض ورود، حضور بلانک را زیر سؤال می‌برد، اما با این فرض که مهمان دیگری او را به شوخی دعوت کرده باشد، به او اجازه می‌دهد تا بماند. بلانک مکالمه‌ای را بین پگ و مایلز به‌خاطر یک بیانیه روابط عمومی می‌شنود که در آن مایلز می‌خواهد که بردی آن را منتشر کند، و سپس دوک را در حال تماشای ویسکی در حال معاشقه با مایلز روی تخت می‌بیند. پیش از شام، مایلز تابلوی اصلی مونا لیزا را که از موزه لوور به امانت گرفته است به گروه نشان می‌دهد و فاش می‌کند که گلس آنین نیروی خود را از «Klear» می‌گیرد، یک سوخت جایگزین مبتنی بر هیدروژن که آلفا با وجود نگرانی‌های لیونل و کلر در مورد ایمنی آن، یک هفته دیگر عرضه خواهد کرد.
بلانک بلافاصله معمای بازی قتل مایلز را حل می‌کند و تنش‌ها بر سر حضور اندی با ترک مهمانی او به اوج می‌رسد. ناگهان دوک پس از نوشیدن از لیوان مایلز سقوط می‌کند و می‌میرد. گروه وحشت‌زده به اندی مشکوک می‌شوند. پس از اینکه گروه متوجه می‌شود که تپانچه دوک گم شده است، برق قطع می‌شود و همه در وحشت از هم جدا می‌شوند. بلانک اندی را پیدا می‌کند اما یک مهاجم نادیده به او شلیک می‌کند. بلانک بقیه افراد گروه را جمع می‌کند و اعلام می‌کند که قتل اندی را حل کرده است.
یک فلاش‌بک طولانی نشان می‌دهد که اندی در واقع یک هفته پیش از سفر مرده است و خواهر دوقلوی او هلن، بلانک را برای بررسی مرگ اندی استخدام کرده است. اندی اخیراً به دلیل نگرانی‌های امنیتی‌اش در مورد «Klear» از آلفا اخراج شده بود. او در محاکمهٔ دادگاه باخته بود زیرا تمام گروه به دروغ شهادت داده بودند که مایلز ایدهٔ آلفا را سال‌ها پیش روی یک دستمال کشیده است. با این حال اندی دستمال کاغذی اصلی را که در آن ایده را نوشته بود، دوباره کشف کرد و عکسی از شواهد را برای گروه ایمیل کرد. هلن مشکوک است که فردی در گروه اندی را کشته است تا از بدنام‌شدن جلوگیری کند و همچنین مورد لطف مایلز قرار گیرد. با توجه به اینکه خبر مرگ اندی هنوز عمومی نشده است، بلانک از هلن خواست تا در سفر آخر هفته در نقش خواهرش اندی ظاهر شود و به او در تحقیق کمک کند.
هلن به بلانک کمک می‌کند تا انگیزه‌های گروه را برای محافظت از مایلز کشف کند: لیونل و کلر قبلاً شهرت خود را در «Klear» به خطر انداخته‌اند، بردی برای مسئولیت استفاده از یک بیگارخانه در بنگلادش پول دریافت می‌کند و دوک از ویسکی برای اغوای مایلز در ازای نقشی در «آلفا نیوز» استفاده می‌کند. هلن همچنین متوجه می‌شود که هر چهار مهمان دیگر در روز قتل به خانه اندی رفته بودند. هلن مهمانی را به هم می‌زند تا بتواند اتاق‌های مهمانان را برای یافتن دستمال اندی جستجو کند. وقتی بلانک در آن شب دوباره او را پیدا می‌کند، به او دستور می‌دهد که دفتر مایلز را نیز جستجو کند. گلوله مهاجم توسط دفتر اندی در جیب ژاکت هلن مسدود می‌شود و بلانک متعاقباً مرگ او را به دیگر مهمانان جعل می‌کند تا فرصتی را برای هلن ایجاد کند تا دفتر مایلز را جستجو کند.
بلانک نتیجه می‌گیرد که مایلز مسئول هر دو قتل بوده است. مایلز پس از اطلاع از ظهور دوباره دستمال از لیونل، اندی را کشته و دوک او را در حال خروج دیده است. پس از انتشار خبر مرگ اندی به صورت آنلاین در طول مهمانی، دوک به حقیقت پی برد و سعی کرد از مایلز باج‌خواهی کند. این امر مایلز را بر آن داشت تا دوک را مسموم کند و از حساسیت غذایی او به آب آناناس سوء استفاده کند و تپانچه دوک را ربود تا بعداً به هلن شلیک کند. هلن دستمال کاغذی اصلی اندی را در دفتر مایلز پیدا می‌کند و هویت واقعی او برای گروه فاش می‌شود. با این حال، مایلز دستمال را می‌سوزاند و از حذف شواهد علیه او خوشحال می‌شود. گروه با عصبانیت شروع به تخریب مجسمه‌های شیشه‌ای مایلز می‌کنند، و هنگامی به اوج خود می‌رسد که هلن آتشی را روشن می‌کند و نمونه‌ای از مادهٔ «Klear» را به داخل آن پرتاب می‌کند و انفجاری به راه می‌اندازد که گلس آنین و مونا لیزا را نابود می‌کند، هرچند همه زنده می‌مانند. با درک از اینکه تخریب مونا لیزا خطر «Klear» را آشکار می‌کند و منجر به دستگیری مایلز خواهد شد، گروه تصمیم می‌گیرد علیه او برای قتل و دیگر موارد شهادت دهند. هلن و بلانک در ساحل می‌نشینند و ورود پلیس را تماشا می‌کنند.

## بازیگران

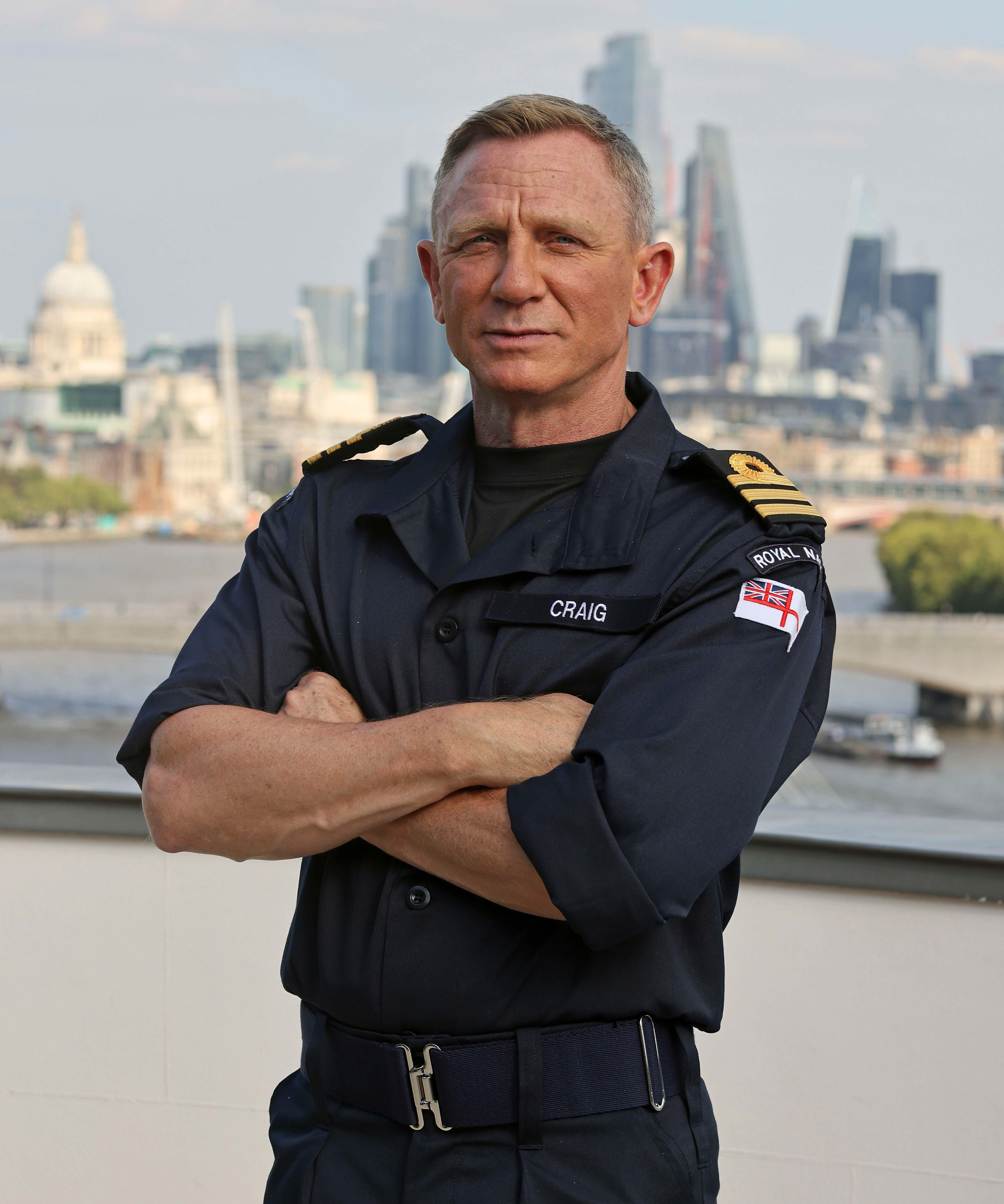
دنیل کریگ بار دیگر نقش کارآگاه بنوا بلانک را بازی می‌کند.

- دنیل کریگ در نقش بنوا بلانک،[۵][۶] کارآگاهی که توسط هلن برند استخدام شده است تا در مورد قتل خواهرش تحقیق کند[۷]
- ادوارد نورتون در نقش مایلز برون، میلیاردر و صاحب یک شرکت فناوری بزرگ[۸][۹]
- جنل مونی در نقش هلن برند، خواهر شریک تجاری سابق مایلز، کاساندرا «اندی» برند[۷]
  - مونی همچنین اندی را در سکانس‌های فلش بک به تصویر می‌کشد[۵][۱۰]
- کاترین هان در نقش کلر دبلا، فرماندار کنتیکت که اکنون برای مجلس سنا نامزد می‌شود[۵][۱۱]
- لسلی اودم جونیور در نقش لیونل توسن، دانشمند ارشد شرکت مایلز[۵][۱۲]
- کیت هادسن در نقش بردی جی، یک سوپر مدل سابق که طراح مد شده است[۵][۱۳]
- دیو باتیستا در نقش دوک کودی، استریمر توییچ و فعال حقوق مردان[۵][۱۴]
- جسیکا هنویک در نقش پگ، دستیار بردی[۵][۱۵]
- مدلین کلاین در نقش ویسکی، دوست دختر دوک و دستیار کانال توییچ[۵][۱۶]
- نوآ سیگان در نقش درول، یک وظیفه‌نشناس که در جزیره مایلز زندگی می‌کند. سیگان قبلاً در چاقوکشی در نقش سرباز واگنر ظاهر شده بود.
- جکی هافمن در نقش ما کودی، مادر دوک[۱۷]
- دالاس رابرتس در نقش دوون دبلا، شوهر کلر[۱۸]

علاوه بر این، ایثن هاک برای مدت کوتاهی در نقش دستیار مایلز (با نام «مرد کارآمد» در تیتراژ) ظاهر می‌شود. هیو گرانت در نقش فیلیپ، شریک خانگی بلانک، و جوزف گوردون لویت صدای ساعت مایلز، دونگ ساعتی را ایفا می‌کند. سلبریتی‌های متعددی در نقش خودشان ظاهر می‌شوند: استیون سوندهایم (در نقش آخر و پس از مرگش)، آنجلا لنسبوری (همچنین در نقش آخر، پس از مرگش)، ناتاشا لیون، کریم عبدالجبار، یو-یو ما، جیک تپر و سرینا ویلیامز. افراد شبیه جرد لتو و جرمی رنر روی بطری‌های کامبوچا و سس تند ظاهر می‌شوند.

## تولید

### توسعه

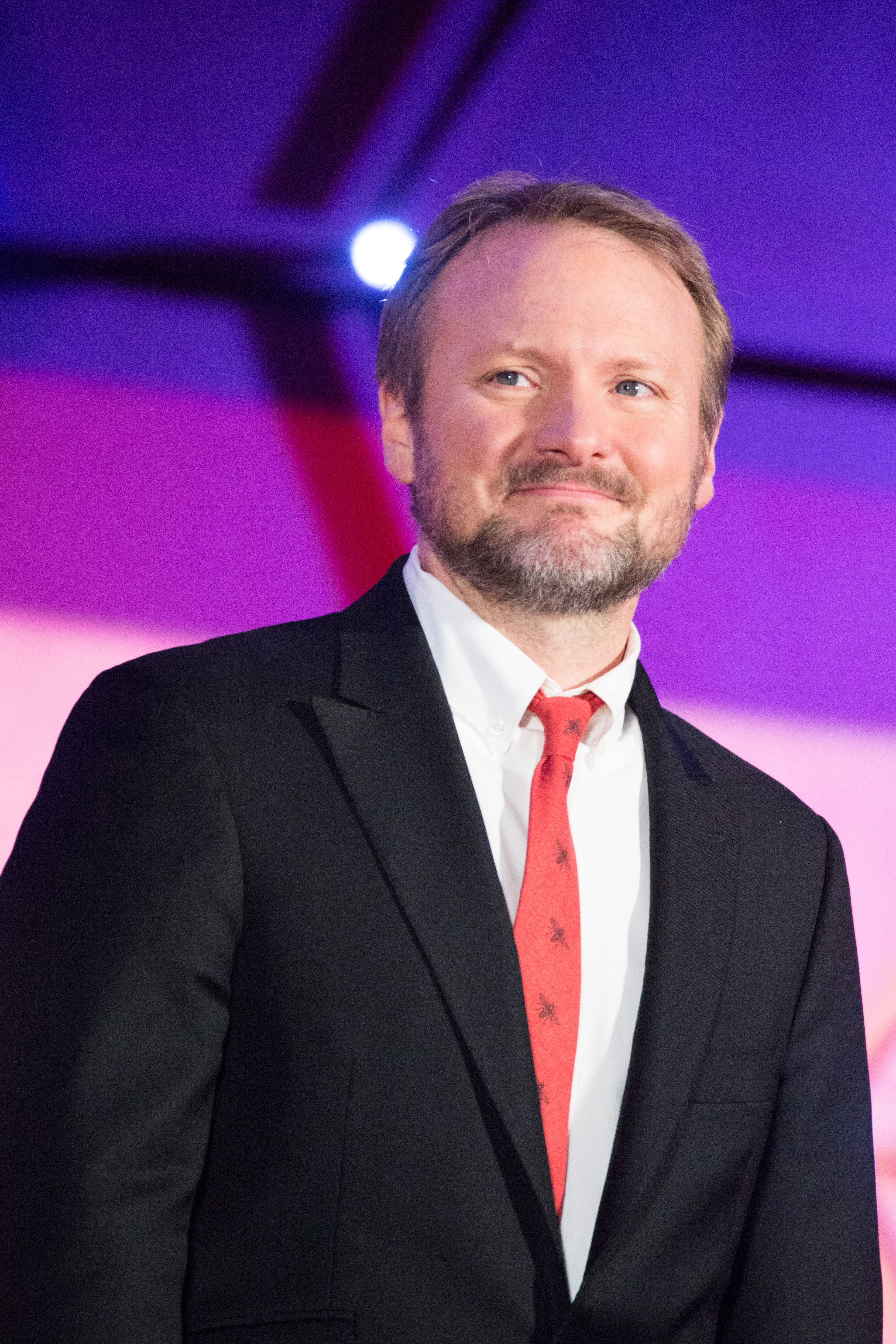
ریان جانسن، نویسنده، کارگردان و تهیه‌کننده

فیلم سال ۲۰۱۹ چاقوکشی محصولی به‌لحاظ تجاری موفق از ام‌آرسی و لاینزگیت فیلمز بود. این فیلم با بودجه ۴۰ میلیون دلاری ساخته شد و ۳۱۱ میلیون دلار فروش داشت و نیز سومین فیلم پرفروش سال بود که بر اساس مالکیت فکری ساخته شد. پیش از اکران، ریان جانسن، نویسنده و کارگردان، از احتمال وجود دنباله‌ای حول محور شخصیت اصلی، کارآگاه بنوا بلانک، صحبت کرده بود. دنباله به‌طور رسمی توسط لاینزگیت در اوایل سال ۲۰۲۰ اعلام شد. در مارس ۲۰۲۱، نتفلیکس در یک مزایده از آمازون و اپل پیشی گرفت تا حقوق فیلم و دنباله دیگری برای چاقوکشی را به مبلغ ۴۶۹ میلیون دلار به دست آورد. بازگشت جانسن به عنوان کارگردان، دنیل کریگ به‌عنوان بازیگر و ساخت با بودجه ای معادل حداقل ۴۰ میلیون دلار برای قسمت اول اعلام شد. گزارش شده است که جانسن، کریگ و تهیه‌کننده رام برگمن بیش از ۱۰۰ میلیون دلار برای هر دو فیلم به دست آوردند. یک از خریداران که در مزایده ناموفق بود، آن را معامله‌ای غیرقابل توضیح و «باور نکردنی» نامید.

### نوشتن
جانسون تصریح کرد که گلس آنین ادامه فیلم قبلی نیست، بلکه یک فیلم مستقل با داستان و بازیگران جدید شبیه به مجموعه رمان‌های هرکول پوآرو اثر آگاتا کریستی است. علاوه بر رمان‌های کریستی، او از «رازهای قتل دورافتادهٔ گرمسیری» مانند شیطان زیر آفتاب و به ویژه آخرین شیلا الهام گرفت و گفت: «این مجموعه حول گروهی از دوستان یا دشمنان ساخته شده است که همگی دارای قدرت هستند… این با فرستادن دعوت‌نامه‌ای برای آنها شروع می‌شود تا بیایند و این بازی معمایی قتل را در این مکان عجیب و غریب انجام دهند.» جانسن می‌خواست که عنوان فیلم به چیزی اشاره داشته باشد که در معرض دید عموم پنهان شده بود. او «گلس» را انتخاب کرد، زیرا این عنوان واضح است و در موبایلش به‌دنبال ترانه‌هایی با این کلمه بود. او «گلس آنین» اثر بیتلز را پیدا کرد و از آن‌جا که یکی از طرفداران این گروه است، آن را برای عنوان فیلم انتخاب کرد. این ترانه در تیتراژ پایانی فیلم آمده است.
در این فیلم مشخص شد که شخصیت بنوا بلانک گی است. هنگامی که از جانسن پرسیده شد که آیا برنامه این بود که بلانک یک شخصیت عجیب و غریب باشد یا خیر، جانسن گفت: «من واقعاً به آن فکر نمی‌کردم، اما بله، اینطور می‌گفتم. به نوعی منطقی بود، تا جایی که وقتی شروع به نوشتن دومی کردم، تصمیم مهمی به نظر نمی‌رسید. وقتی زمان آن فرا رسید که نگاهی اجمالی به زندگی خانگی او داشته باشد، بسیار طبیعی به نظر می‌رسید.»

### انتخاب بازیگران
جانسن انتخاب بازیگران فیلم را به‌عنوان «برگزار کردن ضیافت شام» توصیف کرد. دیو باتیستا گفت که جانسن او را تشویق کرد تا در طی یک تماس از قبل اعلام نشده، تست بازیگری بدهد و کاترین هان نقش خود را در چندین تماس از طریق زوم با جانسن محفوظ کرد.
کریگ با مربی گویش کار کرد تا دوباره با لهجهٔ جنوبی بلانک آشنا شود. جانسن قبلاً در نظر داشت که بلانک در هر فیلم با لهجه به‌صورت غیرقابل توضیح متفاوتی صحبت کند.

### فیلمبرداری
اعضای چاقوکشی شامل فیلمبردار استیو یدلین، تدوین‌گر باب دوسی و آهنگساز نیتان جانسن بازگشتند. فیلمبرداری در در ۲۸ ژوئن ۲۰۲۱ در اسپتسز، جزیره‌ای در یونان، آغاز شد. جانسن ویلایی در امان ریزورتس پیدا کرد و تصمیم گرفت از آن به عنوان مکان اصلی فیلمبرداری استفاده کند. این خانه برای اکثریت فیلمبرداری استفاده شد و بازیگران و خانواده‌هایشان را نیز در خود جای داده بود، که جانسون آن را به عنوان «تعطیلات تابستانی که در آن فیلم هم ساختیم» توصیف کرد. فیلم‌برداری در ۳۰ ژوئیه از یونان جابه‌جا شد و به‌طور رسمی در ۱۳ سپتامبر ۲۰۲۱ به پایان رسید.

## موسیقی
پسر عموی ریان و آهنگساز مکررش نیتان جانسن برای ساخت موسیقی گلس آنین بازگشت. این پنجمین همکاری آن‌ها پس از آجر (۲۰۰۶)، برادران بلوم (۲۰۰۹)، لوپر (۲۰۱۲) و فیلم قبلی، چاقوکشی (۲۰۱۹) است. این آلبوم در ۲۵ نوامبر ۲۰۲۲ از طریق نتفلیکس میوزیک منتشر شد.
دیگر ترانه‌هایی که در فیلم پخش می‌شوند، شامل «زیر پل» از رد هات چیلی پپرز، «ستاره» و «استارمن» از دیوید بویی، و «مونا لیزا» از نت کینگ کول می‌شود. ادوارد نورتون «پرندهٔ سیاه» از بیتلز را با گیتار اجرا می‌کند و «پیاز شیشه‌ای» از بیتلز در طول تیتراژ پایانی پخش می‌شود.

## انتشار
گلس آنین برای اولین بار در ۱۰ سپتامبر ۲۰۲۲ در جشنواره بین‌المللی فیلم تورنتو به نمایش درآمد. همچنین در جشنواره فیلم فیلادلفیا در اکتبر ۲۰۲۲، جشنواره فیلم لندن در ۱۶ اکتبر ۲۰۲۲ و جشنواره فیلم ۹۱۹ در ۳۰ اکتبر ۲۰۲۲ نمایش داده شد. جشنواره بین‌المللی فیلم میامی در ۳ نوامبر ۲۰۲۲ این فیلم را به عنوان افتتاحیه شب به نمایش گذاشت. این فیلم در ۲۳ دسامبر ۲۰۲۲ از طریق نتفلیکس پخش شد.
طبق گزارش‌ها، نتفلیکس در حال بررسی مدل جدیدی برای اکران فیلم‌هایی مانند گلس آنین بود که قبل از اکران در سرویس استریم، به فیلم یک فرصت ۴۵ روزه در سینماها می‌دهد. در ۶ اکتبر ۲۰۲۲، نتفلیکس اعلام کرد که پس از امضای قرارداد با سه زنجیره بزرگ سینما در ایالات متحده، فیلم از ۲۳ تا ۲۹ نوامبر ۲۰۲۲، در تقریباً ۶۰۰ سالن سینما از بزرگ‌ترین بازارهای ایالات متحده و همچنین سایر بازارهای بین‌المللی (که اولین بار است فیلم توزیع شده توسط نتفلیکس در هر سه زنجیره اصلی تئاتر در ایالات متحده نمایش داده می‌شود) اکران خواهد شد. پس از پایان اکران، نتفلیکس در ۲۳ دسامبر این فیلم را از طریق سرویسش  منتشر می‌کند و در این مرحله نتفلیکس به سینماها اجازه می‌دهد فیلم را دوباره نمایش دهند. ددلاین هالیوود بعداً گزارش داد که نتفلیکس موافقت کرده است که مبلغ کمتری از درآمد اجاره‌ای را نسبت به معمول از سالن‌ها دریافت کند (۴۰ درصد در مقابل ۶۰ تا ۷۰ درصد)، و همچنین چهار برابر میانگین پول برای بازاریابی سینمادار. ددلاین همچنین گزارش داد که برخی از سینماداران کوچک‌تر که علاقه‌مند به پخش فیلم بودند از اکران محدود یک هفته‌ای منع شدند زیرا نتفلیکس سینماهای محبوب‌تری را برای گلس آنین ترجیح می‌داد.

## بازخورد

### گیشه
در ایالات متحده و کانادا، گلس آنین: یک چاقوکشی اسرارآمیز در کنار دنیای عجیب، از خودگذشتگی و فیلم‌های گسترده استخوان‌ها و همه و خانواده فیبلمن اکران شد. در ابتدا پیش‌بینی می‌شد از ۶۹۸ سینما، این فیلم در پنج روز افتتاحیه آخر هفته حدود ۶ تا ۸ میلیون دلار فروش داشته باشد. نتفلیکس مانند سایر اکران‌های خود در سینما، هیچ رقمی از گیشهٔ این فیلم منتشر نکرد. ددلاین هالیوود گزارش داد که این فیلم در روز اول اکران بین ۲ تا ۲٫۵ میلیون دلار درآمد داشت که منجر به افزایش تخمین‌ها به ۱۲٫۳ میلیون دلار شد. هالیوود ریپورتر بعدها گزارش داد که این فیلم با رقم تخمینی ۱۳٫۱ میلیون دلار در آخر هفته پنج روزه به نمایش درآمد که بهترین اکران سینمایی برای نتفلیکس خواهد بود. همچنین گفته شد که پس از پلنگ سیاه: واکاندا تا ابد و دنیای عجیب سومین اکران پرفروش آخر هفته بود که نتفلیکس به‌طور رسمی رقم گیشهٔ آن را منتشر کرد.

### نظر منتقدان
در وبگاه جمع‌آوری نقد راتن تومیتوز، ٪۹۴ از ۳۴۴ بررسی منتقدان مثبت است و میانگینِ امتیاز آن ۸/۱۰ است. اجماع این وبگاه چنین می‌نویسد: «گلس آنین بنوا بلانک را برای معمای بسیار هیجان‌انگیز دیگری برمی‌گرداند که به‌وسیلهٔ گروه بازیگران برجسته‌ای تکمیل شده است.» این فیلم در متاکریتیک که از میانگین وزنی استفاده می‌کند، بر اساس نظر ۶۱ منتقدین امتیاز ۸۱ از ۱۰۰ را کسب کرده که نشان‌گر «تحسین همگانی» است.

### جوایز و نامزدی‌ها
| جایزه                                      | تاریخ مراسم     | رده                                                    | دریافت‌کننده                    | نتیجه    | منبع          |
| ------------------------------------------ | --------------- | ------------------------------------------------------ | ------------------------------ | -------- | ------------- |
| جوایز اکتا                                 | ۲۴ فوریه ۲۰۲۳   | بهترین فیلم‌نامه                                        | ریان جانسن                     | نامزدشده | [ ۵۸ ]        |
| جوایز اسکار                                | ۱۲ مارس ۲۰۲۳    | بهترین فیلم‌نامه اقتباسی                                | ریان جانسن                     | نامزدشده | [ ۵۹ ]        |
| جوایز انجمن منتقدان فیلم آفریقایی-آمریکایی | ۸ دسامبر ۲۰۲۲   | ۱۰ فیلم برتر سال                                       | گلس آنین: یک چاقوکشی اسرارآمیز | برنده    | [ ۶۰ ]        |
| اتحادیه زنان روزنامه‌نگار سینمایی           | ۵ ژانویهٔ ۲۰۲۳   | بهترین بازیگر زن نقش مکمل                              | جنل مونی                       | نامزدشده | [ ۶۱ ]        |
| اتحادیه زنان روزنامه‌نگار سینمایی           | ۵ ژانویهٔ ۲۰۲۳   | بهترین فیلم‌نامه، اقتباسی                               | ریان جانسن                     | نامزدشده | [ ۶۱ ]        |
| جایزه بلک ریل                              | ۶ فوریه ۲۰۲۳    | بازیگر نقش مکمل زن برجسته                              | جنل مونی                       | نامزدشده | [ ۶۲ ]        |
| انجمن منتقدان فیلم شیکاگو                  | ۱۴ دسامبر ۲۰۲۲  | بهترین بازیگر نقش مکمل زن                              | جنل مونی                       | نامزدشده | [ ۶۳ ] [ ۶۴ ] |
| انجمن منتقدان فیلم شیکاگو                  | ۱۴ دسامبر ۲۰۲۲  | بهترین فیلم‌نامه اقتباسی                                | ریان جانسن                     | نامزدشده | [ ۶۳ ] [ ۶۴ ] |
| انجمن منتقدان فیلم شیکاگو                  | ۱۴ دسامبر ۲۰۲۲  | بهترین کارگردانی هنری/طراحی تولید                      | گلس آنین: یک چاقوکشی اسرارآمیز | نامزدشده | [ ۶۳ ] [ ۶۴ ] |
| جوایز فیلم به انتخاب منتقدان               | ۱۵ ژانویه ۲۰۲۳  | بهترین فیلم                                            | گلس آنین: یک چاقوکشی اسرارآمیز | نامزدشده | [ ۶۵ ]        |
| جوایز فیلم به انتخاب منتقدان               | ۱۵ ژانویه ۲۰۲۳  | بهترین کمدی                                            | گلس آنین: یک چاقوکشی اسرارآمیز | برنده    | [ ۶۵ ]        |
| جوایز فیلم به انتخاب منتقدان               | ۱۵ ژانویه ۲۰۲۳  | بهترین فیلم‌نامه اقتباسی                                | ریان جانسن                     | نامزدشده | [ ۶۵ ]        |
| جوایز فیلم به انتخاب منتقدان               | ۱۵ ژانویه ۲۰۲۳  | بهترین بازیگر نقش مکمل زن                              | جنل مونی                       | نامزدشده | [ ۶۵ ]        |
| جوایز فیلم به انتخاب منتقدان               | ۱۵ ژانویه ۲۰۲۳  | بهترین طراحی صحنه و لباس                               | جنی ایگان                      | نامزدشده | [ ۶۵ ]        |
| جوایز فیلم به انتخاب منتقدان               | ۱۵ ژانویه ۲۰۲۳  | بهترین گروه بازیگری                                    | گلس آنین: یک چاقوکشی اسرارآمیز | برنده    | [ ۶۵ ]        |
| انجمن منتقدان فیلم دالاس‌فورت وورث          | ۱۹ دسامبر ۲۰۲۲  | بهترین بازیگر نقش مکمل زن                              | جنل مونی                       | پنجم شد  | [ ۶۶ ]        |
| حلقه منتقدان فیلم فلوریدا                  | ۲۱ دسامبر ۲۰۲۲  | بهترین فیلم‌نامه اقتباسی                                | ریان جانسن                     | نامزدشده | [ ۶۷ ]        |
| جوایز گلدن گلوب                            | ۱۰ ژانویهٔ ۲۰۲۳  | بهترین فیلم – موزیکال یا کمدی                          | گلس آنین: یک چاقوکشی اسرارآمیز | نامزدشده | [ ۶۸ ]        |
| جوایز گلدن گلوب                            | ۱۰ ژانویهٔ ۲۰۲۳  | بهترین بازیگر مرد – فیلم موزیکال یا کمدی               | دنیل کریگ                      | نامزدشده | [ ۶۸ ]        |
| انجمن منتقدان هالیوود                      | ۲۴ فوریه ۲۰۲۳   | بهترین گروه بازیگران                                   | بازیگران گلس آنین              | نامزدشده | [ ۶۹ ]        |
| انجمن منتقدان هالیوود                      | ۲۴ فوریه ۲۰۲۳   | بهترین فیلم‌نامه اقتباسی                                | ریان جانسن                     | نامزدشده | [ ۶۹ ]        |
| انجمن منتقدان هالیوود                      | ۲۴ فوریه ۲۰۲۳   | بهترین کمدی                                            | گلس آنین: یک چاقوکشی اسرارآمیز | برنده    | [ ۶۹ ]        |
| انجمن منتقدان هالیوود                      | ۱۷ فوریه ۲۰۲۳   | بهترین کارگردان انتخاب بازیگران                        | مری ورنیو و برت هاو            | برنده    | [ ۷۰ ]        |
| انجمن منتقدان هالیوود                      | ۱۷ فوریه ۲۰۲۳   | بهترین تدوین فیلم                                      | باب دوسی                       | نامزدشده | [ ۷۰ ]        |
| جشنواره بین‌المللی فیلم میامی               | ۳ نوامبر ۲۰۲۲   | جایزه گروه                                             | بازیگران گلس آنین              | برنده    | [ ۴۸ ]        |
| هیئت ملی بازبینی فیلم                      | ۸ دسامبر ۲۰۲۲   | ۱۰ فیلم برتر هیئت ملی بازبینی فیلم                     | گلس آنین: یک چاقوکشی اسرارآمیز | برنده    | [ ۷۱ ]        |
| هیئت ملی بازبینی فیلم                      | ۸ دسامبر ۲۰۲۲   | بهترین بازیگر نقش مکمل زن                              | جنل مونی                       | برنده    | [ ۷۱ ]        |
| جوایز آنلاین منتقدان فیلم نیویورک          | ۱۱ دسامبر ۲۰۲۲  | بهترین گروه بازیگران                                   | بازیگران گلس آنین              | برنده    | [ ۷۲ ]        |
| جایزه ستلایت                               | ۱۱ فوریه ۲۰۲۳   | بهترین فیلم سینمایی – کمدی یا موزیکال                  | گلس آنین: یک چاقوکشی اسرارآمیز | نامزدشده | [ ۷۳ ]        |
| جایزه ستلایت                               | ۱۱ فوریه ۲۰۲۳   | بهترین بازیگر مرد در یک فیلم سینمایی – کمدی یا موزیکال | دنیل کریگ                      | نامزدشده | [ ۷۳ ]        |
| جایزه ستلایت                               | ۱۱ فوریه ۲۰۲۳   | بهترین بازیگر زن در فیلم کمدی یا موزیکال               | جنل مونی                       | نامزدشده | [ ۷۳ ]        |
| جایزه ستلایت                               | ۱۱ فوریه ۲۰۲۳   | بهترین فیلم‌نامه اقتباسی                                | ریان جانسن                     | نامزدشده | [ ۷۳ ]        |
| جایزه ستلایت                               | ۱۱ فوریه ۲۰۲۳   | بهترین گروه – فیلم سینمایی                             | بازیگران گلس آنین              | برنده    | [ ۷۳ ]        |
| انجمن منتقدان فیلم سنت لوئیس               | ۱۸ دسامبر ۲۰۲۲  | بهترین فیلم کمدی                                       | گلس آنین: یک چاقوکشی اسرارآمیز | رتبه دوم | [ ۷۴ ] [ ۷۵ ] |
| انجمن منتقدان فیلم سنت لوئیس               | ۱۸ دسامبر ۲۰۲۲  | بهترین بازیگر مرد                                      | دنیل کریگ                      | نامزدشده | [ ۷۴ ] [ ۷۵ ] |
| انجمن منتقدان فیلم سنت لوئیس               | ۱۸ دسامبر ۲۰۲۲  | بهترین بازیگر نقش مکمل زن                              | جنل مونی                       | رتبه دوم | [ ۷۴ ] [ ۷۵ ] |
| انجمن منتقدان فیلم سنت لوئیس               | ۱۸ دسامبر ۲۰۲۲  | بهترین فیلم‌نامه اقتباسی                                | ریان جانسن                     | نامزدشده | [ ۷۴ ] [ ۷۵ ] |
| انجمن منتقدان فیلم سنت لوئیس               | ۱۸ دسامبر ۲۰۲۲  | بهترین طراحی تولید                                     | ریک هاینریش                    | رتبه دوم | [ ۷۴ ] [ ۷۵ ] |
| انجمن منتقدان فیلم سنت لوئیس               | ۱۸ دسامبر ۲۰۲۲  | بهترین گروه                                            | بازیگران گلس آنین              | رتبه دوم | [ ۷۴ ] [ ۷۵ ] |
| جشنواره بین‌المللی فیلم تورنتو              | ۱۸ سپتامبر ۲۰۲۲ | جایزه برگزیده مردم                                     | گلس آنین: یک چاقوکشی اسرارآمیز | دوم شد   | [ ۷۶ ]        |
| انجمن منتقدان فیلم منطقه واشینگتن، دی.سی.  | ۱۲ دسامبر ۲۰۲۲  | بهترین بازیگر نقش مکمل زن                              | جنل مونی                       | نامزدشده | [ ۷۷ ]        |
| انجمن منتقدان فیلم منطقه واشینگتن، دی.سی.  | ۱۲ دسامبر ۲۰۲۲  | بهترین فیلم‌نامه اقتباسی                                | ریان جانسن                     | برنده    | [ ۷۷ ]        |
| انجمن منتقدان فیلم منطقه واشینگتن، دی.سی.  | ۱۲ دسامبر ۲۰۲۲  | بهترین طراحی تولید                                     | ریک هاینریش و الی گریف         | نامزدشده | [ ۷۷ ]        |
| انجمن منتقدان فیلم منطقه واشینگتن، دی.سی.  | ۱۲ دسامبر ۲۰۲۲  | بهترین گروه بازیگران                                   | بازیگران گلس آنین              | برنده    | [ ۷۷ ]        |

## دنباله
نتفلیکس حداقل حق انتشار یک فیلم دیگر از چاقوکشی را دارد. در سپتامبر ۲۰۲۲، جانسن قصدش برای ساخت فیلم دیگر را اعلام کرد. در اواخر همان ماه، کریگ و جانسن هر دو به‌طور جداگانه اعلام کردند که تا زمانی که هر دو با هم مشارکت داشته باشند، به ساخت فیلم‌های بیشتر در این مجموعه ادامه خواهند داد. در نوامبر ۲۰۲۲، جانسن گفت که در حال آماده شدن برای نوشتن فیلم سوم است. فیلم سوم با نام بیدار شو مرد مرده قرار است در ۲۰۲۵ منتشر شود.